# NGC 7387
NGC 7387 is een lensvormig sterrenstelsel in het sterrenbeeld Pegasus. Het hemelobject werd op 27 november 1850 ontdekt door de Ierse astronoom William Parsons.

## Synoniemen
- MCG 2-58-22
- ZWG 430.19
- NPM1G +11.0554
- PGC 69834